# Vin poissé

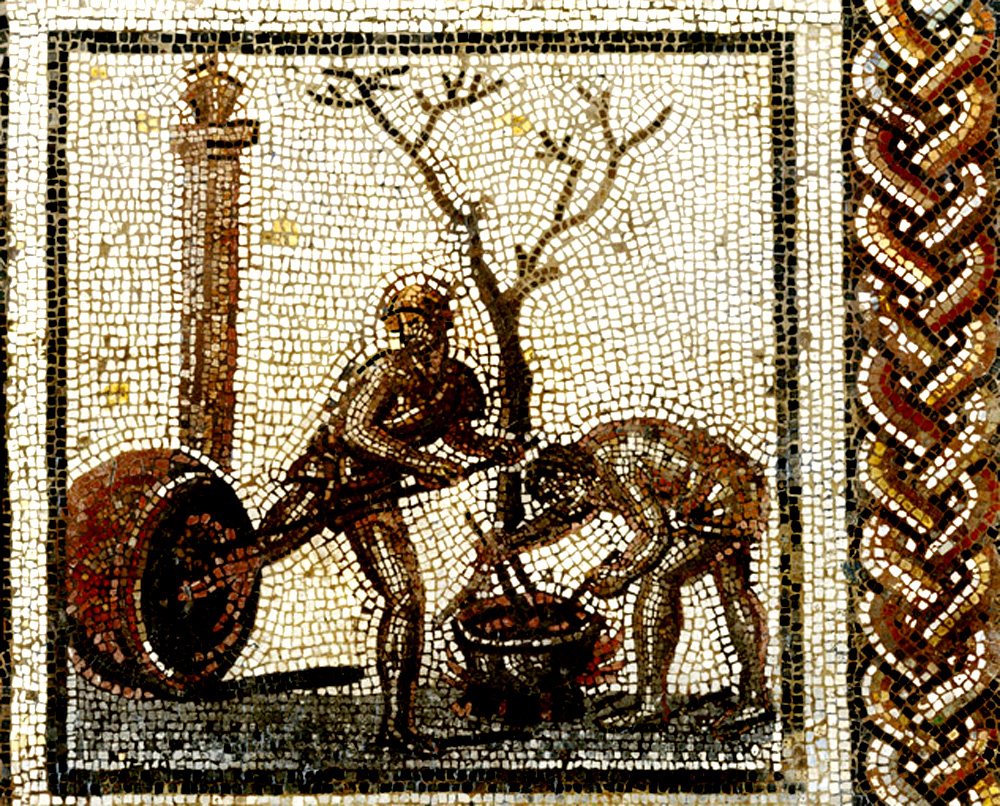
Poissage des dolia.

Le vin poissé (en latin : vinum picatum) était une sorte de vin de l'antiquité romaine. Pline l'Ancien cite notamment le poissé viennois comme production de qualité, en provenance de la cité de Vienne, tout comme Martial. Le cépage utilisé alors semble être à l'origine de la mondeuse, d'usage courant dans le vignoble de Savoie.
Le qualificatif de poissé vient de la « poix », matière qui servait à enduire le bouchon des contenants, afin d'adoucir le goût du vin et d'assurer l'étanchéité de la fermeture. 